# Erupció límnica

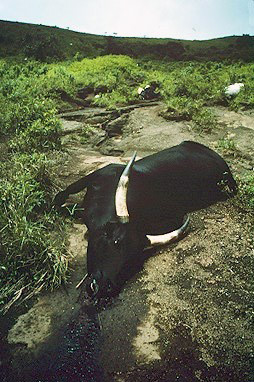
Vaca morta per l'erupció límnica del llac Nyos

Una erupció límnica, anomenada de vegades fenomen del llac explosiu, és un fenomen d'origen geològic que pot desembocar en una catàstrofe natural, en la qual el diòxid de carboni sorgeix sobtadament de les profunditats d'un llac, asfixiant la fauna, el bestiar i els éssers humans. Una erupció d'aquestes característiques també pot originar tsunamis al llac en la mesura que el diòxid de carboni (CO₂) ascendeix a la superfície desplaçant-ne l'aigua. Els científics creuen que els lliscaments de terra, l'activitat volcànica o certes explosions poden desencadenar una erupció d'aquest tipus. Algunes característiques de l'activitat límnica als llacs inclouen:
- Altes concentracions de diòxid de carboni en l'aigua.
- Fons del llac fred indicant una absència d'interacció volcànica directa amb les aigües.
- Capes d'estrats amb diferents nivells de saturació de diòxid de carboni.
- Proximitat a àrees d'activitat volcànica.

Els científics han determinat recentment que les erupcions límniques i les erupcions volcàniques, encara que estan indirectament relacionades, són en realitat diferents tipus de catàstrofes naturals.

## Registre de casos
Fins ara, aquest fenomen només ha estat registrada dos cops. La primera vegada va ser al llac Monoun del Camerun el 1984, que va causar l'asfíxia i mort de 37 persones que vivien als voltants del llac. El segon cas va ser una erupció mortal ocorreguda al llac veí Nyos el 1986, la que va alliberar més de 80 milions de metres cúbics de diòxid de carboni i va matar gairebé 1.800 persones, també per asfíxia.
A causa de la naturalesa de l'esdeveniment, és difícil determinar si les erupcions límniques han succeït en altres llocs. Tanmateix, un tercer llac, el Llac Kivu que comparteixen Ruanda i la República Democràtica del Congo, conté grans concentracions de diòxid de carboni dissoltes. Robert Hecky, professor de la Universitat de Michigan va prendre mostres de sediments del Kivu, i en extreure la conclusió que aproximadament cada mil anys es provoca un esdeveniment que aniquila els éssers vius del llac a causa del fet que la vegetació propera se submergeixi en el fons.

## Causes
Per tal que ocorri una erupció límnica, un llac ha d'estar saturat amb gas. En els dos casos coneguts, el component més gran era el CO₂, que provenia del gas volcànic emès sota el llac. Abans que un llac se saturi es comporta com una beguda gasosa, puix que el CO₂ es dissol en l'aigua. Tant a la gasosa com al llac, el gas es dissol molt més ràpid quan està sotmès a major pressió. Aquesta és la causa per la qual les bombolles en una ampolla es formen només després que s'obre la gasosa; la pressió s'allibera i el carbonat surt de la solució. En el cas dels llacs, el seu fons té una pressió molt més gran (a major profunditat, major pressió). Això vol dir que es poden trobar quantitats enormes de diòxid de carboni dissoltes als llacs grans i profunds. A més el diòxid de carboni es dissol més ràpid en aigua freda, com la del fons d'un llac. Tanmateix, una diferència de pocs graus de temperatura no són suficients per dissoldre tals quantitats de gas; per aquest motiu el rol de la pressió és més determinant.
Una vegada que el llac està saturat de CO₂, assoleix el punt crític i inestable, després del qual només es necessita un desencadenant perquè esclati l'erupció. En el cas de 1986 del Llac Nyos, se suposa que el desencadenant van ser els al·luvions, però una erupció volcànica, un terratrèmol, o fins i tot una tempesta també poden ser-ne el desencadenant. En qualsevol cas, el desencadenant "estreny" part de les aigües saturades a la superfície el llac, on la pressió és insuficient per mantenir al CO₂ en la solució. Després, es comencen a formar bombolles, i l'aigua ascendeix a la flotabilitat del llac, on s'allibera més CO₂ de la solució. Aquest procés forma una columna de gas. En aquest punt, l'aigua del fons d'aquesta columna ascendeix per succió, perdent el seu CO₂. L'erupció aboca el diòxid de carboni a l'aire, i desplaça aigua formant un tsunami.
Les següents són raons que expliquen per què aquest tipus d'erupció és tan infreqüent. Primer, hi ha d'haver una font de CO₂. També, la temperatura dels llacs, com en la regió dels Grans Llacs d'Amèrica del Nord, varien entre primavera i hivern, barrejant-ne l'aigua del fons amb la de la superfície i fent que el CO₂ produït al fons arribi a la superfície on la pressió és massa baixa per mantenir-lo dissolt i fent que s'escapi a l'atmosfera. El llac ha de ser, a més, prou profund per tenir la suficient pressió que li faci mantenir quantitat adequada de CO₂ a la solució. És a dir, només els llacs profunds, estables, tropicals i volcànics, com el Llac Nyos, són propensos a les erupcions límniques.

## Conseqüències
Una vegada que l'erupció ocorre, es forma un gran núvol de diòxid de carboni damunt del llac i s'expandeix per les zones veïnes. Com el CO₂ és més dens que l'aire, tendeix a descendir a la terra a mesura que l'aire respirable l'empeny cap a dalt. Com a resultat, els éssers vius que necessiten l'oxigen s'asfixien tan bon punt el núvol de CO₂ els abasta. El CO₂ pot acidificar els fluids humans, causant-ne l'enverinament. Donat que les víctimes fan esforços per respirar, en realitat s'acaben causant més mal a si mateixes per la inhalació del CO₂.
Al llac Nyos, el núvol de gas va descendir del llac a un llogarret proper en el qual es va establir, matant gairebé tots els seus habitants. En aquesta erupció, algunes persones van morir a més de 25 km de distància del llac. Un canvi en el color de la pell d'alguns cadàvers va portar als científics a pensar que el núvol de gas podria haver contingut un àcid dissolt, com ara clorur d'hidrogen, tot i que aquesta hipòtesi és disputada. Milers d'animals salvatges i bovins també van morir asfixiats, tot i que no es van arribar a comptabilitzar amb exactitud. D'altra banda, la vegetació no es veié afectada en la seva majoria, excepte aquella immediatament adjacent al llac. Allà la vegetació fou arrasada per un tsunami de 5 metres d'altura originat per la violenta erupció.

## Possible solució: Desgasar els llacs
Diversos esforços han apuntat a buscar una solució per remoure el gas d'aquests llacs i prevenir una explosió que podria portar a una altra catàstrofe. Un equip de científics francesos van començar a experimentar al llac Monoun i al Nyos el 1990, utilitzant sifons per desgasar les aigües de manera controlada. Es col·loca un tub en vertical al llac amb la seva boca sobre la superfície de les aigües. L'aigua saturada de CO₂ entra pel fons del tub i puja per ell. La pressió més baixa a la superfície permet que el gas surti de la solució, formant només bombolles. L'aigua desgasada actua com una bomba, aspirant més aigua del fons del tub, per la qual cosa el flux continua sostenint-se sol. Aquest és el mateix procés que porta a una erupció natural, però en aquest cas controlada pel diàmetre del tub.
Cada tub té una capacitat limitada de bombament, per la qual cosa se'n requereixen diversos per desgasar una fracció significativa de les aigües profundes del llac i que sigui segur. Aquestes aigües són lleugerament àcides a causa del CO₂ dissolt, cosa que provoca corrosió als tubs. Existeix també la por que el CO₂ dels tubs pugui romandre a la superfície del llac formant una prima capa d'aire irrespirable, causant problemes a la fauna.
El gener de 2001, es va instal·lar un tub al llac Nyos. Un segon tub es va instal·lar al llac Monoun a finals del 2002. Es creu que aquests dos tubs són suficients per prevenir un increment dels nivells de CO₂, removent aproximadament la mateixa quantitat de gas que naturalment entraria al llit del llac.

## Perill potencial del llac Kivu

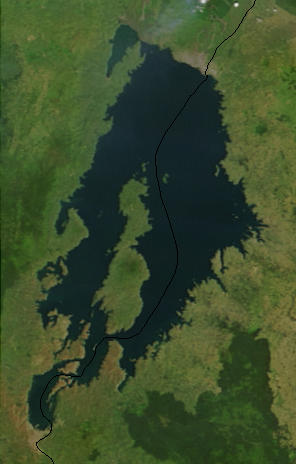
Imatge per Satèl·lit del llc Kivu.

El llac Kivu no només és 2.000 vegades més gran que el Nyos, sinó que a més se situa en una àrea més densament poblada, amb més de 2 milions de persones vivint a les seves riberes. Afortunadament, no ha assolit una alta saturació de CO₂ encara. Si l'aigua s'anés a posar més saturada es posaria en risc greu la vida humana i animal, ja que està localitzat prop d'un potencial detonant: la muntanya Nyiragongo, un volcà actiu que va fer erupció el gener de 2002. També és en una zona de constant activitat sísmica.
La desgasificació del llac, de manera similar a la dels llacs Monoun i Nyos, encara no s'ha implementat, a causa del fet que la mida del llac i el volum del gas impliquen costos d'operació molt cars. No s'ha iniciat cap pla per reduir-ne el perill potencial.